# Rečkovská lesní dráha
| |                         |                                         |                                         |
| Streckenlänge: | 25,96 km                |                                         |                                         |
| Spurweite: | 760 mm (Bosnische Spur) |                                         |                                         |
| Maximale Neigung: | 54,75 ‰                 |                                         |                                         |
| |                         |                                         |                                         |
| \| \| \| Kummer \| \| \| \| \| Strassdorf \| \| \| \| \| \| \| \| \| \| Protektoratsgrenze (1938–1945) \| \| \| \| \| Radechov \| \| \| \| \| \| \| \| \| \| \| \| \| \| \| Bahnstrecke Ebersbach–Bakov nad Jizerou \| \| \| \| \| Rečkov (Sägewerk) \| \| |                         |                                         |                                         |
| Betriebs-/Güterbahnhof Streckenanfang (Strecke außer Betrieb) |                         | Kummer                                  | Kummer                                  |
| Betriebs-/Güterbahnhof Streckenanfang (Strecke außer Betrieb) · Strecke (außer Betrieb) |                         | Strassdorf                              | Strassdorf                              |
| Strecke nach links (außer Betrieb) · Abzweig geradeaus und von rechts (Strecke außer Betrieb) |                         |                                         |                                         |
| Grenze (Strecke außer Betrieb) |                         | Protektoratsgrenze (1938–1945)          | Protektoratsgrenze (1938–1945)          |
| Strecke (außer Betrieb) · Betriebs-/Güterbahnhof Streckenanfang (Strecke außer Betrieb) |                         | Radechov                                | Radechov                                |
| Abzweig geradeaus und von links (Strecke außer Betrieb) · Strecke nach rechts (außer Betrieb) |                         |                                         |                                         |
| Strecke (außer Betrieb) |                         |                                         |                                         |
| Kreuzung geradeaus unten (Strecke geradeaus außer Betrieb) |                         | Bahnstrecke Ebersbach–Bakov nad Jizerou | Bahnstrecke Ebersbach–Bakov nad Jizerou |
| Betriebs-/Güterbahnhof Streckenende (Strecke außer Betrieb) |                         | Rečkov (Sägewerk)                       | Rečkov (Sägewerk)                       |

Die Rečkovská lesní dráha (deutsch: Waldbahn Rečkov) war eine Waldbahn mit 760 mm Spurweite bei Bělá pod Bezdězem (Weißwasser) im damaligen Böhmen und der späteren Tschechoslowakei. Sie begann an der heute noch existierenden Sägemühle in Rečkov bei Bakov nad Jizerou und führte über Strassdorf (Strážov) nach Kummer (Hradčany). Sie erschloss das vormalige Gräflich von Waldsteinsche Forstrevier für die Holzabfuhr.

## Geschichte

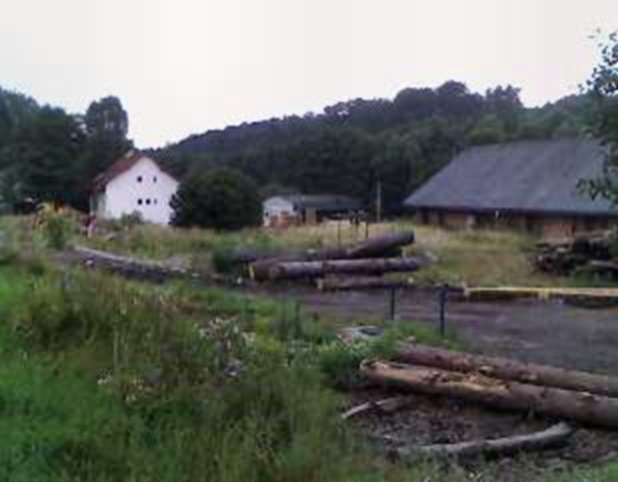
Sägewerk Rečkov

1910 entschied sich Graf Adolf von Waldstein zum Bau der Waldbahn. Wegen eines starken Befalls von Kieferneulen musste zur Verhinderung von weiteren Schäden das befallene Holz schnell abtransportiert werden. 1913 wurde Orenstein & Koppel mit der Projektierung, dem Bau und der Lieferung des Rollmaterials beauftragt. Im Jahr 1914 konnte der Betrieb aufgenommen werden. Im Jahr 1925 wurde die letzte Etappe vom Jagdhaus Strassdorf bis zum Endpunkt 200 Meter vor Kummer dem Verkehr übergeben.
Nach 1945 wurden das Sägewerk und die Schmalspurbahn verstaatlicht und gingen in den Besitz des tschechoslowakischen Staates über. Ab 1947 lag der größte Teil des von der Waldbahn durchquerten Forstreviers innerhalb des Truppenübungsplatzes Ralsko. Im gleichen Jahr zerstörte ein Brand die Schneidemühle in Rečkov. Im Jahr 1950 wurde der Verkehr auf der Waldbahn eingestellt und die Anlagen abgebaut. Erhalten blieb nur das einstige Gleisplanum, das später zum Teil in das Forststraßennetz einbezogen wurde.

## Streckenbeschreibung

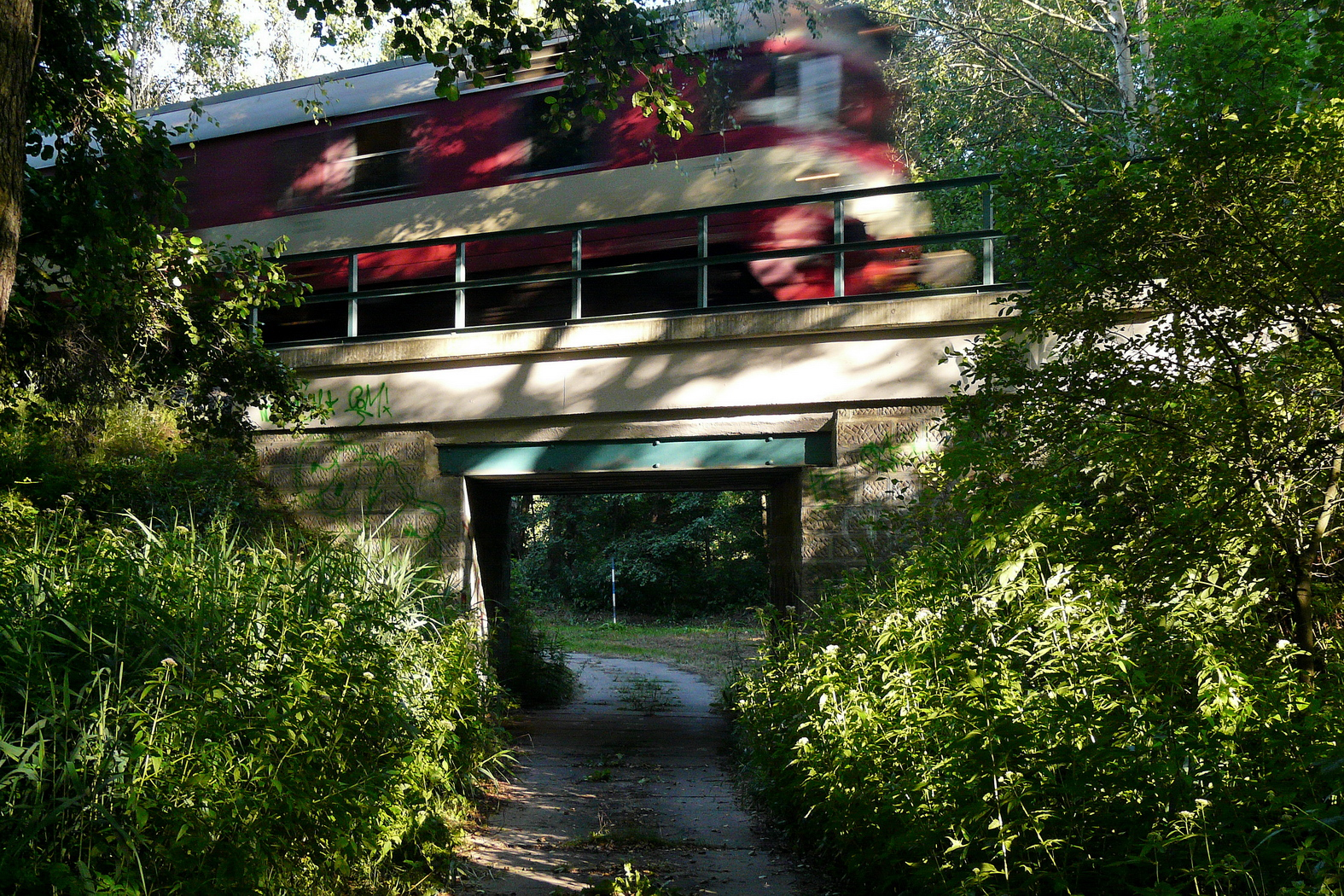
Kurz nach Rečkov führt die Trasse unter der Bahnstrecke Bakov nad Jizerou–Bělá pod Bezdězem hindurch.

Die 25,96 Kilometer lange Strecke begann an der Schneidemühle in Rečkov, führte durch die Schlucht Černá rokle und durch die Reviere Bělá pod Bezdězem, Radechov und Strassdorf zum Forsthaus Dreizipfel bei Kummer. Eine ursprünglich geplante Weiterführung durch das Kummergebirge (Hradčanské stěny) bis Srní u České Lípy (Rehdörfel) kam nicht zur Ausführung.
Ladestellen mit Ausweichgleisen befanden sich westlich von Radechov, bei Strassdorf und am Streckenendpunkt. Dort konnten jeweils die Wasservorräte für die Lokomotiven ergänzt werden. Das Depot befand sich in Rečkov. Außer der Unterführung unter der Bahnlinie bei Rečkov und zwei Bachbrücken bei Strassdorf waren keine Kunstbauten vorhanden.

## Fahrzeuge

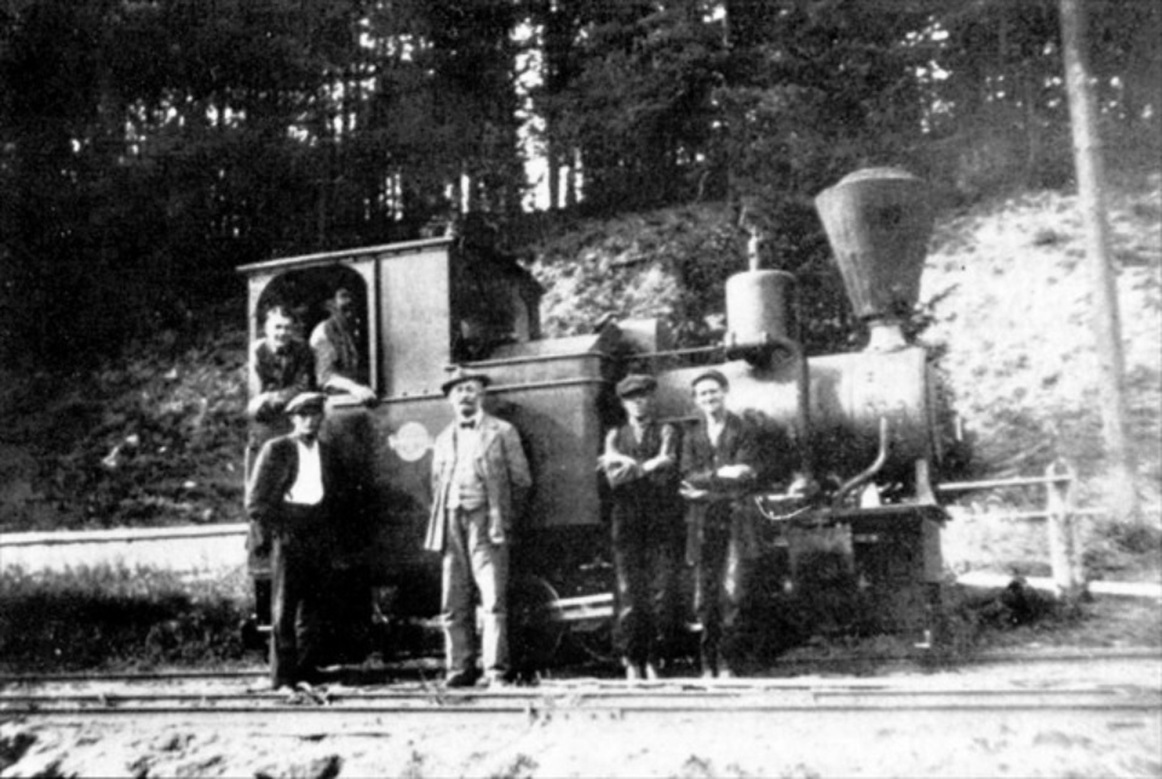
Personal vor der 1915 von O&K gelieferten Lokomotive

Für den Betrieb der Waldbahn standen zwei Dampflokomotiven und mehr als 30 zweiachsige Wagen zur Verfügung. Die erste, nur zweifach gekuppelte Maschine erwarb die Gräflich von Waldsteinsche Forstverwaltung im Jahr 1914 bei Krauss in Linz. Eine zweite, dreifach gekuppelte wurde im Jahr 1915 mit der Fabriknummer 7063 von Orenstein & Koppel in Prag-Vysočany geliefert. Diese Lokomotive kam 1950 noch zur Považská lesná železnica in der Slowakei. Zuletzt lief sie bei der Kysucko-oravská lesná železnica, wo sie 1974 ausgemustert und verschrottet wurde. Für Schulausflüge – insbesondere für die im Schloss Bělá pod Bezdězem untergebrachte Forstschule – existierten einige Wagen mit Bänken. Später beschaffte die Waldbahn eine Diesellokomotive.
In ihrer Blütezeit von 1928 bis 1930 beförderte die Waldbahn jährlich 120.000 Festmeter Rohholz zur Verarbeitung in der herrschaftseigenen Sägemühle in Rečkov. In den 1920er- und 1930er-Jahren fuhren bis zu vier Zugpaare täglich. Sie bestanden gewöhnlich aus fünf Paaren Drehschemelwagen für den Langholztransport und waren bis 150 Meter lang. Das Führen der Züge benötigte fünf Personen: einen Lokomotivführer, einen Heizer und drei Bremser. Während der Weltwirtschaftskrise wurde mit nur einem Bremser gefahren, der vom Heizer unterstützt wurde. In Trockenzeiten folgte jedem Zug eine mit großen Klatschen ausgestattete Tret-Draisine, um von der Dampflokomotive entfachte Brände zu ersticken.